# Christophoruskapelle (Hasliberg)

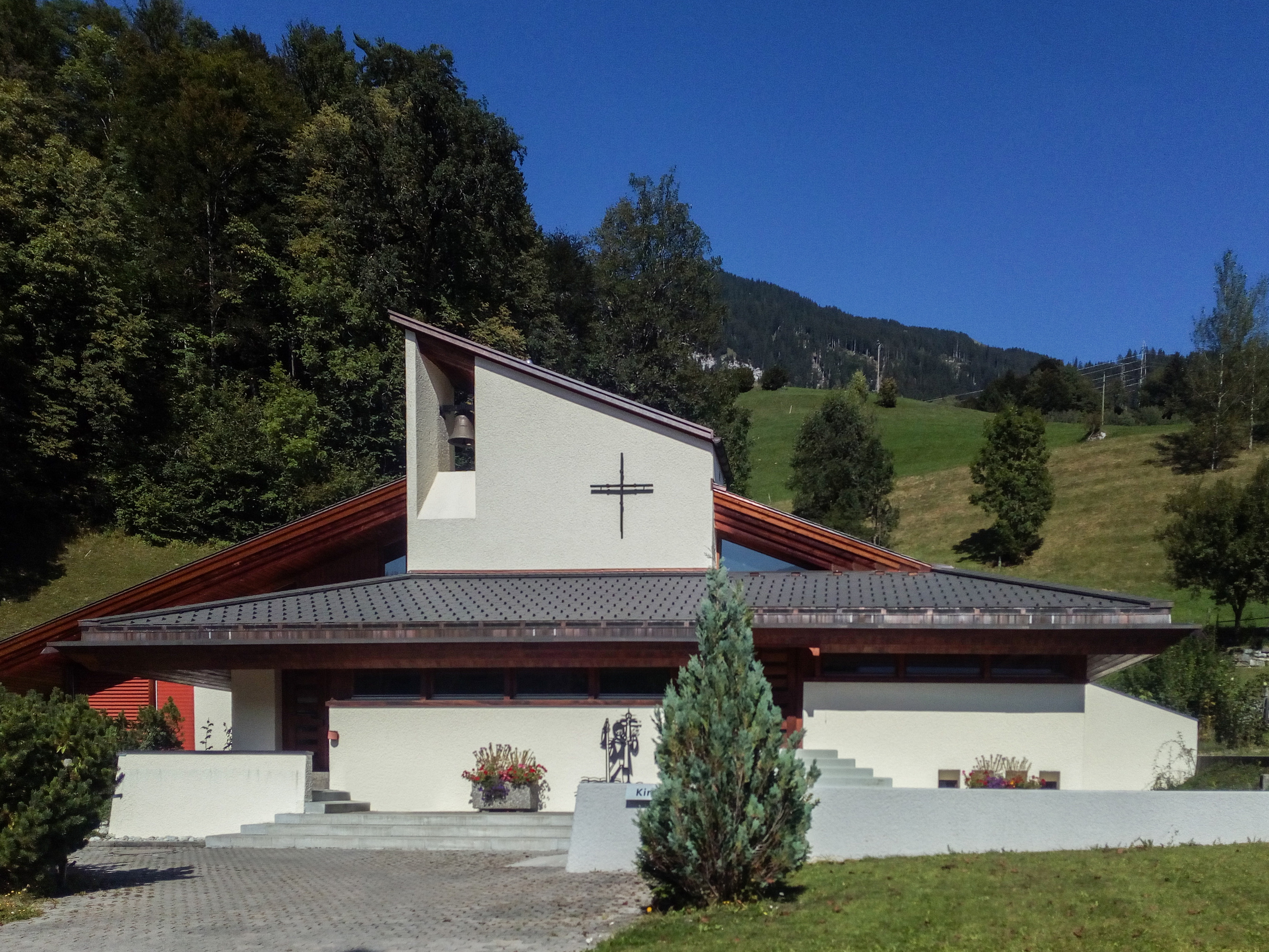
Die Christophoruskapelle von Hasliberg/Hohfluh

Die  Christophoruskapelle ist die römisch-katholische Kirche von Hasliberg im Berner Oberland. Sie wurde 1975 als Filialkirche der Pfarrei Guthirt in Meiringen an Dorf 42c, Hasliberg-Hohfluh gebaut.

## Geschichte
Der 1948 gegründete Kultusverein erhielt vom Bischof den Auftrag zum Bau einer Kapelle besonders für die Kurgäste in Hasliberg-Hohfluh. Die Kapelle wurde 1976–1977 durch das ortsansässige Architekturbüro Hanspeter Thöni+Arthur Reinhard erbaut. Der Bau hatte neben der Sigristenwohnung auch einen Gemeindesaal, der inzwischen zu einer Ferienwohnung für Gastpriester, die ihre Ferien hier verbringen, umgewandelt wurde.
Am 22. März 1974 wurde die Kirchgemeinde Oberhasli-Brienz auf Beschluss der Kirchgemeindeversammlung gegründet. Sie umfasst die Einwohnergemeinden Brienz BE, Brienzwiler, Gadmen, Guttannen, Hasliberg, Hofstetten bei Brienz, Innertkirchen, Meiringen und Oberried am Brienzersee. Die Kirchen der Gemeinde sind die Guthirt-Kirche Meiringen, die Marienkapelle in Brienz, die 1977 eingeweihte Christophoruskapelle in Hasliberg-Hohfluh und die vermutlich 1928 entstandene Kapelle beim Grimselhospiz.
Der Kultusverein wurde am 1. Januar 2007 aufgelöst. Der Grundbesitz wurde als Kirchengut der römisch-katholischen Kirchgemeinde Oberhasli-Brienz übergeben. Damit ging die Verpflichtung einher regelmässige römisch-katholische Gottesdienste abzuhalten.

## Baubeschreibung

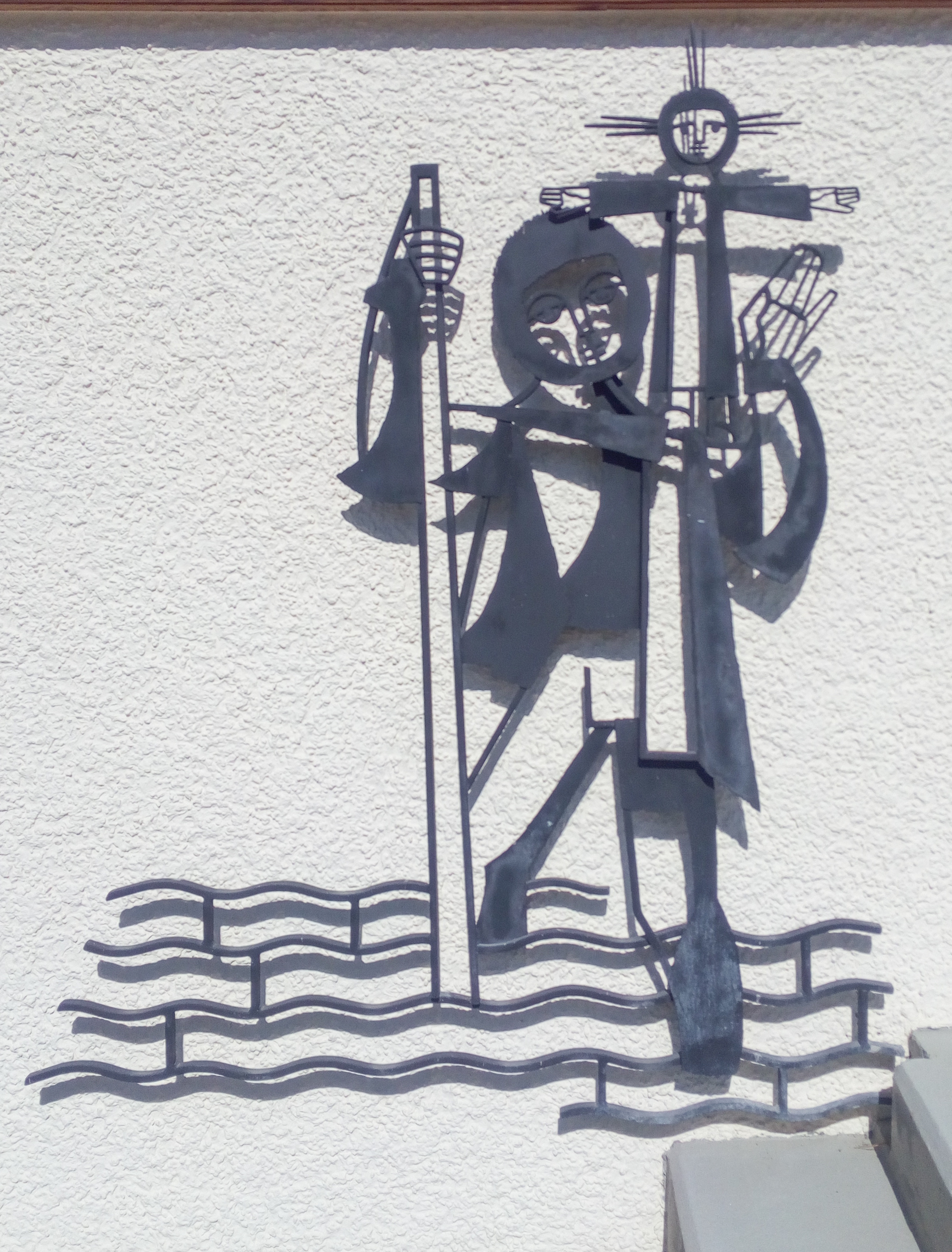
Christophorusplastik an der Kirchenfassade, von Bruno Imfeld

Das Kirchengebäude steht zurückgesetzt von der Strasse und fügt sich unspektakulär in die lokalen Bauten ein. Die einzelnen Bauelemente Kirchenschiff, Glockenturm, Wohnbereich und Eingangszone sind versetzt aneinander gebaut und werden von einem flachwinkligen Satteldach überdeckt. Der niedrige Turm übernimmt mit seinem Pultdach die Neigung der übrigen Dachfläche. Über dem weiss verputzten Mauerwerk ist ein umlaufendes Fensterband, über dem das weit vorspringende Dach anschliesst.

### Innenraum und künstlerische Ausstattung

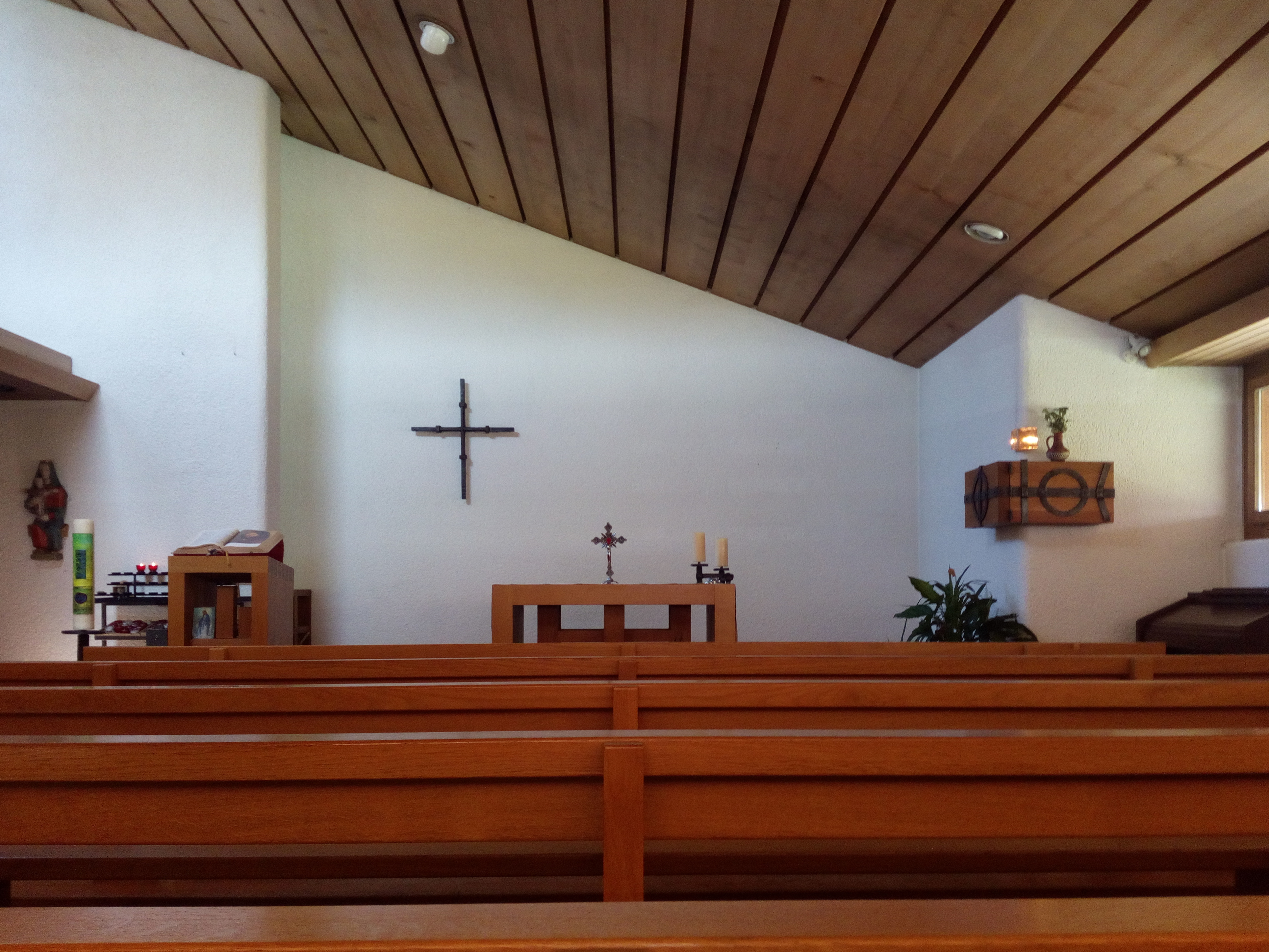
Inneres der Christophoruskapelle

Der Innenraum enthält die blockförmig angeordneten Kirchenbänke und den eingezogenen Chorbereich. Die Decke überspannt entsprechend der Dachneigung den Raum. Tageslicht kommt durch die Fenster der Wände und von oben ausgesparten Spickeln in der Giebelwand und beim Turm. Der Altar und der Ambo sind aus blockverzinkten Holzelementen und mit kreuzartigem Unterbau versteift. Der mit Eisenbändern verstärkte Tabernakel ist in die rechte Mauerecke eingefügt. Die schmiedeeisernen Ausstattungsteile wurden vom Sarner Kunstschmied Bruno Imfeld (1944–2017) geschaffen.